# Queen on Fire – Live at the Bowl
Queen on Fire — Live at the Bowl — концертная запись рок-группы Queen, выпущенная 9 ноября 2004 года.

## Об альбоме
Queen on Fire — Live at the Bowl издан на CD и DVD-дисках. Queen on Fire — Live at the Bowl — концерт в Милтон-Кинс 5 июня 1982 года. Выступление, входившее в тур в поддержку альбома Hot Space, считается одним из лучших концертов группы.
В качестве бонуса на DVD записаны интервью с членами группы, а также эпизоды концертов в Австрии и Японии и фотогалерея.

## Диск первый
| №                   | Название                  | Автор(ы)            | Длительность |
| ------------------- | ------------------------- | ------------------- | ------------ |
| 1.                  | «Flash»                   | Брайан Мэй          | 1:54         |
| 2.                  | «The Hero»                | Мэй                 | 1:44         |
| 3.                  | «We Will Rock You» (fast) | Мэй                 | 3:17         |
| 4.                  | «Action This Day»         | Роджер Тейлор       | 4:52         |
| 5.                  | «Play the Game»           | Фредди Меркьюри     | 4:30         |
| 6.                  | «Staying Power»           | Меркьюри            | 4:03         |
| 7.                  | «Somebody to Love»        | Меркьюри            | 7:53         |
| 8.                  | «Now I'm Here»            | Мэй                 | 6:18         |
| 9.                  | «Dragon Attack»           | Мэй                 | 4:16         |
| 10.                 | «Now I'm Here» (reprise)  | Мэй                 | 2:21         |
| 11.                 | «Love of My Life»         | Меркьюри            | 4:22         |
| 12.                 | «Save Me»                 | Мэй                 | 4:00         |
| 13.                 | «Back Chat»               | Джон Дикон          | 5:00         |
| Общая длительность: | Общая длительность:       | Общая длительность: | 54:24        |

## Диск второй
| №                   | Название                         | Автор(ы)                             | Длительность |
| ------------------- | -------------------------------- | ------------------------------------ | ------------ |
| 1.                  | «Get Down, Make Love»            | Меркьюри                             | 3:39         |
| 2.                  | «Guitar Solo»                    | Мэй                                  | 6:22         |
| 3.                  | «Under Pressure»                 | Тейлор Меркьюри Дэвид Боуи Дикон Мэй | 3:47         |
| 4.                  | «Fat Bottomed Girls»             | Мэй                                  | 5:25         |
| 5.                  | «Crazy Little Thing Called Love» | Меркьюри                             | 4:15         |
| 6.                  | «Bohemian Rhapsody»              | Меркьюри                             | 5:38         |
| 7.                  | «Tie Your Mother Down»           | Мэй                                  | 4:09         |
| 8.                  | «Another One Bites the Dust»     | Дикон                                | 3:49         |
| 9.                  | «Sheer Heart Attack»             | Тейлор                               | 3:25         |
| 10.                 | «We Will Rock You»               | Мэй                                  | 2:08         |
| 11.                 | «We Are the Champions»           | Меркьюри                             | 3:28         |
| 12.                 | «God Save the Queen»             | аранж. Мэя                           | 1:24         |
| Общая длительность: | Общая длительность:              | Общая длительность:                  | 47:29        |

## Бонусный материал на DVD
- MK Bowl интервью группы
- Интервью Фредди Меркьюри
- Интервью Брайана Мэя и Роджера Тейлора
- Песни с концерта в Вене, Австрия, 12 мая 1982
  1. «Another One Bites the Dust»
  2. «We Will Rock You»
  3. «We Are the Champions»
  4. «God Save the Queen»
- Песни с концерта в Токио, Япония 3 ноября 1982
  1. «Flash / The Hero»
  2. «Now I’m Here»
  3. «Impromptu»
  4. «Put Out the Fire»
  5. «Dragon Attack»
  6. «Now I’m Here (Reprise)»
  7. «Crazy Little Thing Called Love»
  8. «Teo Torriatte (Let Us Cling Together)»
- Фотогалерея под музыку из песни («Calling All Girls»)

## Чарты
| Позиция в чартах | Страна |
| ---------------- | --- |
| 1                | Австрия (золото); Бельгия; Германия (4 недели, 2x платина); Италия; Япония ; Швеция; Великобритания (2 недели, 3x платина) |
| 2                | Новая Зеландия; Португалия (2x платина)                                                                                    |
| 4                | Норвегия |
| 5                | Франция |